# Оборњики
Оборњики (пољ. Oborniki) град је у Пољској у Војводству великопољском. По подацима из 2012. године број становника у месту је био 18 451.

## Становништво
| 2012.  |
| ------ |
| 18 451 |